# Allominettia spinitibia
Allominettia spinitibia är en tvåvingeart som beskrevs av Malloch 1926. Allominettia spinitibia ingår i släktet Allominettia och familjen lövflugor.
Artens utbredningsområde är Costa Rica. Inga underarter finns listade i Catalogue of Life.